# François Muller
Pour les articles homonymes, voir Muller.
François Muller, né le 29 janvier 1764 à Sarrelouis (Sarre), mort le 23 septembre 1808 à Orléans (Loiret), est un général de division de la Révolution française.

## États de service
Fils d'un coiffeur de Sarrelouis (Sarre), il aurait servi jusqu'à la Révolution sous le nom de Dominique-Jacques Adam au régiment Royal-Lorraine cavalerie (1775-1783).
Il entre en service en mai 1783 comme cavalier dans la maréchaussée, et il est congédié le 14 juin 1787. Le 4 septembre 1788, il entre comme cavalier dans le régiment colonel général et il le quitte le 29 juillet 1789.
Le 5 septembre 1792 il est volontaire au bataillon de la garde nationale parisienne de la butte des Moulins, et le 30 octobre 1792 il passe adjudant sous-officier et adjoint à l’état-major de l’armée du Nord. 
Il est nommé adjudant-général chef de bataillon le 15 juin 1793, et il est promu général de brigade provisoire par le général Rossignol commandant l’armée des côtes de La Rochelle le 21 septembre 1793, puis général de division le 30 septembre suivant. À la deuxième bataille de Cholet, sa brigade se débande devant l'avancée des troupes vendéennes ; elle reflue vers la ville où elle génère la confusion. À la bataille de Dol, où ses troupes arrivent en renfort du général Marceau, il crée le désordre, étant comme certains de ses hommes en état d'ébriété. Le 28 mars 1794, il est employé à l’armée du Nord, et il est destitué le 14 août suivant.
Il est réintégré le 27 octobre 1794, et il reçoit un sabre d’honneur le 7 novembre 1795. Le 9 septembre 1797, il est appelé au commandement de la place de Strasbourg, puis de la 6e division militaire à Besançon et enfin de la 7e division militaire à Grenoble le 5 février 1799. Il est réformé le 4 janvier 1800, et il est remis en activité le 30 mars 1800 dans la division du général Watrin à l’armée d’Italie. Le 24 mai il commande Berne, et il est réformé le 21 mai 1801.
Exilé à Orléans après le procès de Moreau en 1804, il meurt dans cette ville le 23 septembre 1808.

## Sources
- (en) « Generals Who Served in the French Army during the Period 1789 - 1814: Eberle to Exelmans »
- Thierry Pouliquen, « Les généraux français et étrangers ayant servis [sic] dans la Grande Armée » (consulté le 6 août 2014)
- Étienne Charavay, Correspondance général de Carnot, tome 4, imprimerie Nationale, 1897, p. 16.
- (pl) « Napoléon.org.pl »